# Sideroxylon spinosum
L'argan o argania (Sideroxylon spinosum L.) è un albero appartenente alla famiglia delle Sapotaceae, diffuso nella parte occidentale del Nord Africa.
Il nome argan corrisponde al nome locale, in lingua berbera (tashelhit) e significa olio.
Come elemento culturale residuo, legato alla antichissima civiltà berbera, i grandi alberi di argan hanno la valenza di simboli della vita, e quello considerato il più vecchio, a Tassila, presso Tamanarte, detto “Targante Nchick”, o albero saggio, è festeggiato ogni anno con un raduno popolare, con pranzi, balli e canti tradizionali.

## Descrizione

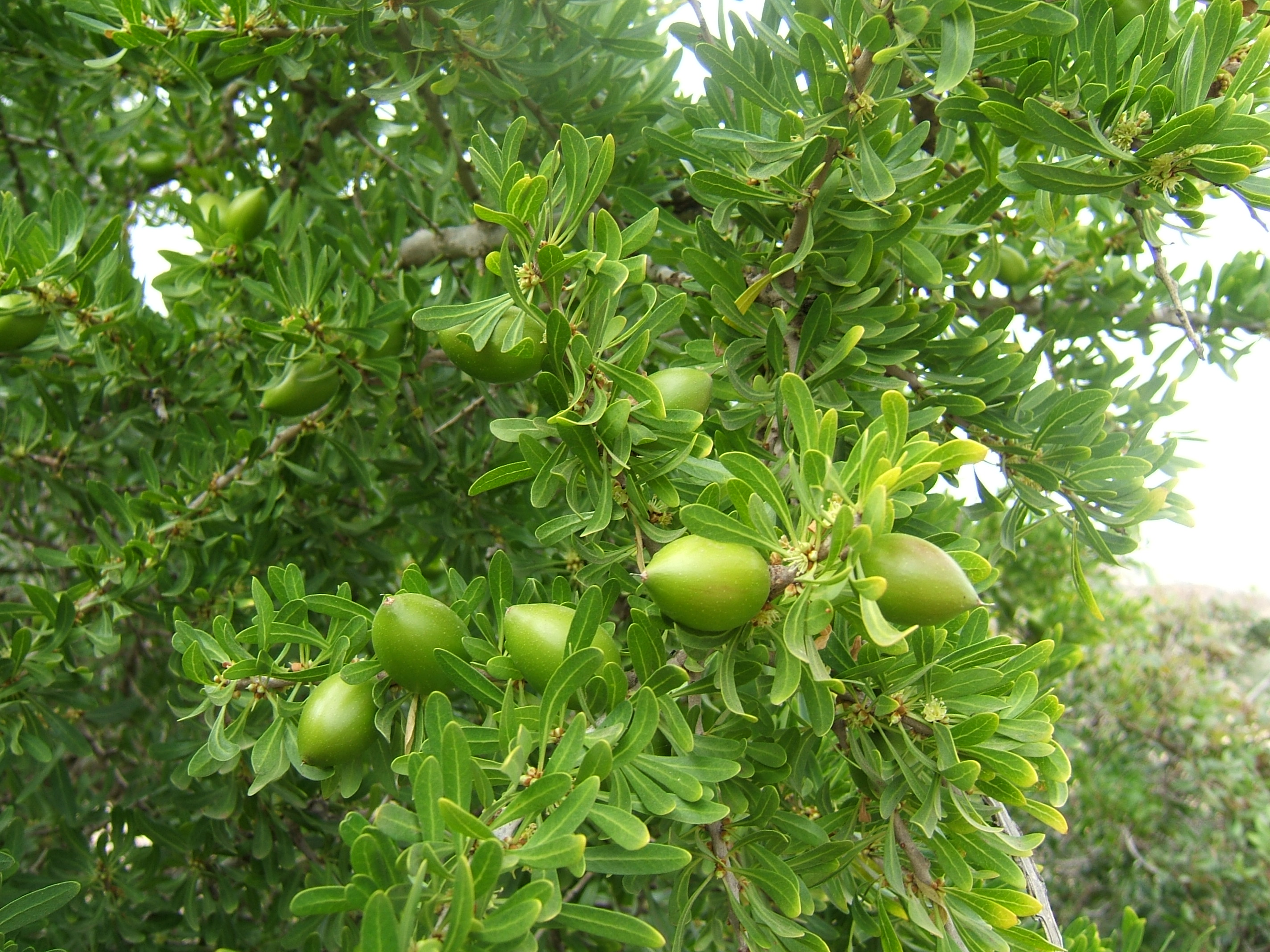
Frutti

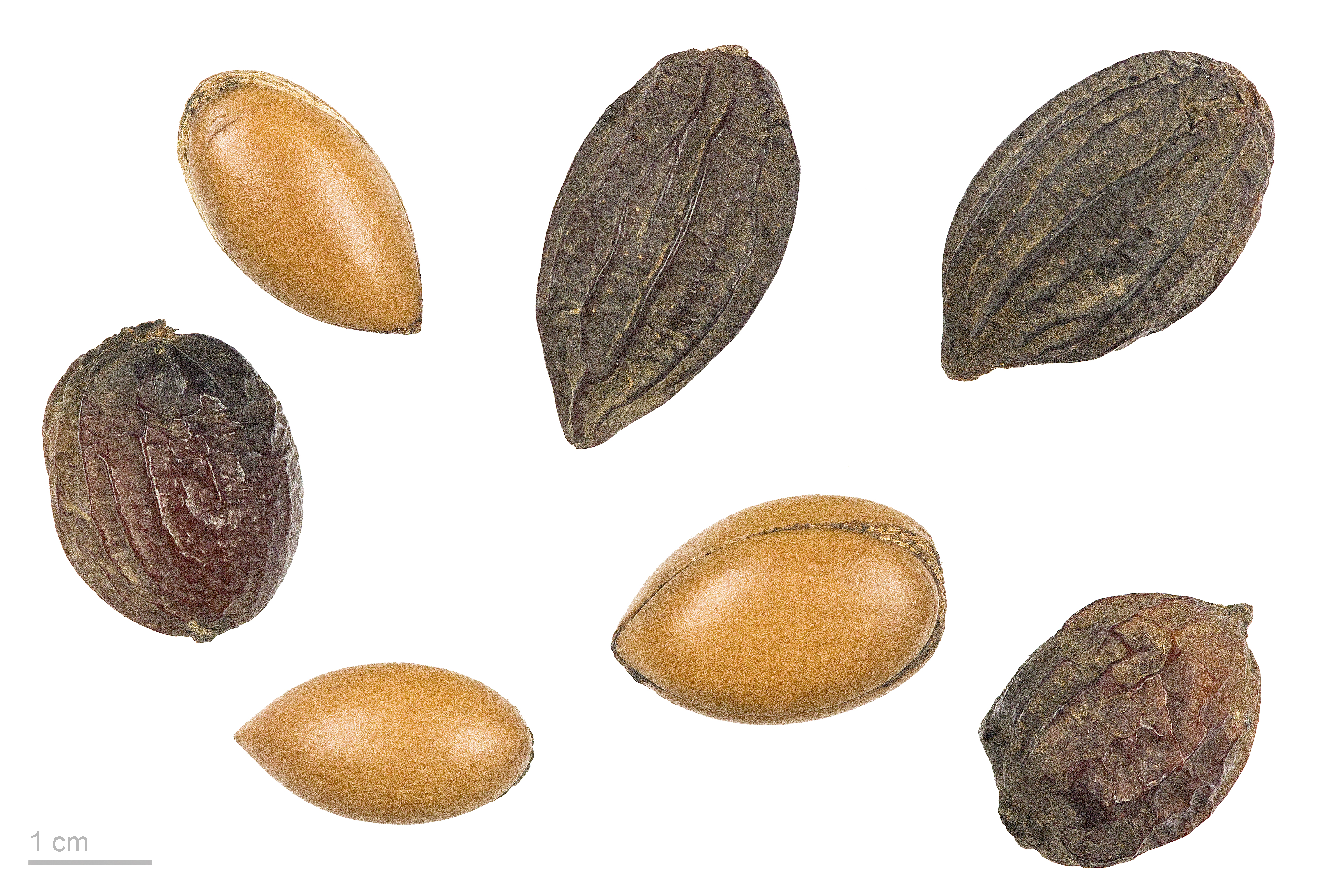
Semi

L'argan è un albero dai rami spinosi (da qui l'epiteto specifico spinosum), alto fino a 8-10 metri, assai resistente e che può vivere anche 150-200 anni. La sua sagoma è molto caratteristica: chioma ampia e arrotondata, tronco nodoso, tortuoso e abbastanza corto, formato spesso da più parti intrecciate tra loro. La pianta può assumere comunque, in locazioni disagiate, le dimensioni più modeste di un piccolo arbusto.
L'argan fornisce un legno molto duro, utilizzato soprattutto come legname da riscaldamento.
Le foglie, verde scuro e coriacee, servono di nutrimento a cammelli e capre, e queste ultime non esitano ad arrampicarsi sui rami per brucarle.
I fiori, da bianchi a giallo-verdastri, compaiono tra maggio e giugno. Sono gamopetali (ovvero con i petali della corolla fusi tra loro), con tubo corollino molto corto e sono riuniti in infiorescenze a glomerulo.
Il frutto è una drupa ovale, fusiforme, lunga circa 30 mm, che quando è matura è giallo-bruna e che contiene una "noce" estremamente dura (formata dall'endocarpo legnoso e dai semi). All'interno vi sono fino a tre semi a volte commercialmente chiamati "mandorle di argan". Un albero di medie dimensioni produce circa 8 kg di semi all'anno.

## Distribuzione e habitat
L'attuale areale della specie comprende il sud del Marocco, l'Algeria occidentale, la parte settentrionale del Sahara occidentale e il nord della Mauritania. La pianta dell'argan viene considerata un "relitto" del Terziario: essa, infatti, esiste in Marocco da 80 milioni di anni e probabilmente nel Terziario copriva vaste superfici del Nordafrica (che all'epoca era probabilmente unito alle isole Canarie) e dell'Europa meridionale. Questo vasto areale si contrasse nel Quaternario a causa dei mutamenti climatici connessi alle glaciazioni, il che spiegherebbe l'esistenza attuale di alcune colonie nella zona di Rabat (regione di Khemisset) e molto più a nord, vicino alla costa mediterranea tra gli Ait Iznassen.
Cresce dal livello del mare fino a circa 1 500 m di altitudine.
Una considerazione ulteriore della sua particolarità è che la famiglia delle Sapotacee, è altrimenti assente o rarissima in tutta l'area geografica nordafricana. Oggi la massima concentrazione di queste piante si trova nella regione del Sous.
Uno dei maggiori problemi legati alla sopravvivenza della specie è il fatto che la raccolta tradizionale è effettuata da piante selvatiche, cioè non coltivate, di norma di "proprietà del re", cioè su terreni demaniali. Se da un lato il governo ha provveduto a nuovi impianti su suoli demaniali, la raccolta rigorosa dei frutti compromette la riproduzione naturale della specie. Un altro fattore molto dannoso alla sopravvivenza della specie è la predazione da parte delle capre che pascolano nei terreni demaniali, le quali non si limitano a strappare foglie e frutti da terra, ma si arrampicano fino ai rami più alti, spogliando completamente le piante. La estensione della coltivazione della pianta, effettuata in analogia alla coltivazione dell'ulivo, ovvierebbe a molti di questi problemi, ottenendo tra l'altro miglioramento della qualità.

## Conservazione
La Lista rossa IUCN classifica Sideroxylon spinosum come specie vulnerabile.
Dal 1988 una zona di circa 830 000 ettari, locazione naturale delle rade "foreste di argania", tra Agadir e Essaouira è stata dichiarata dall'UNESCO "Riserva della biosfera" con il nome di Riserva della biosfera dell'arganeto.

## L'olio di argan

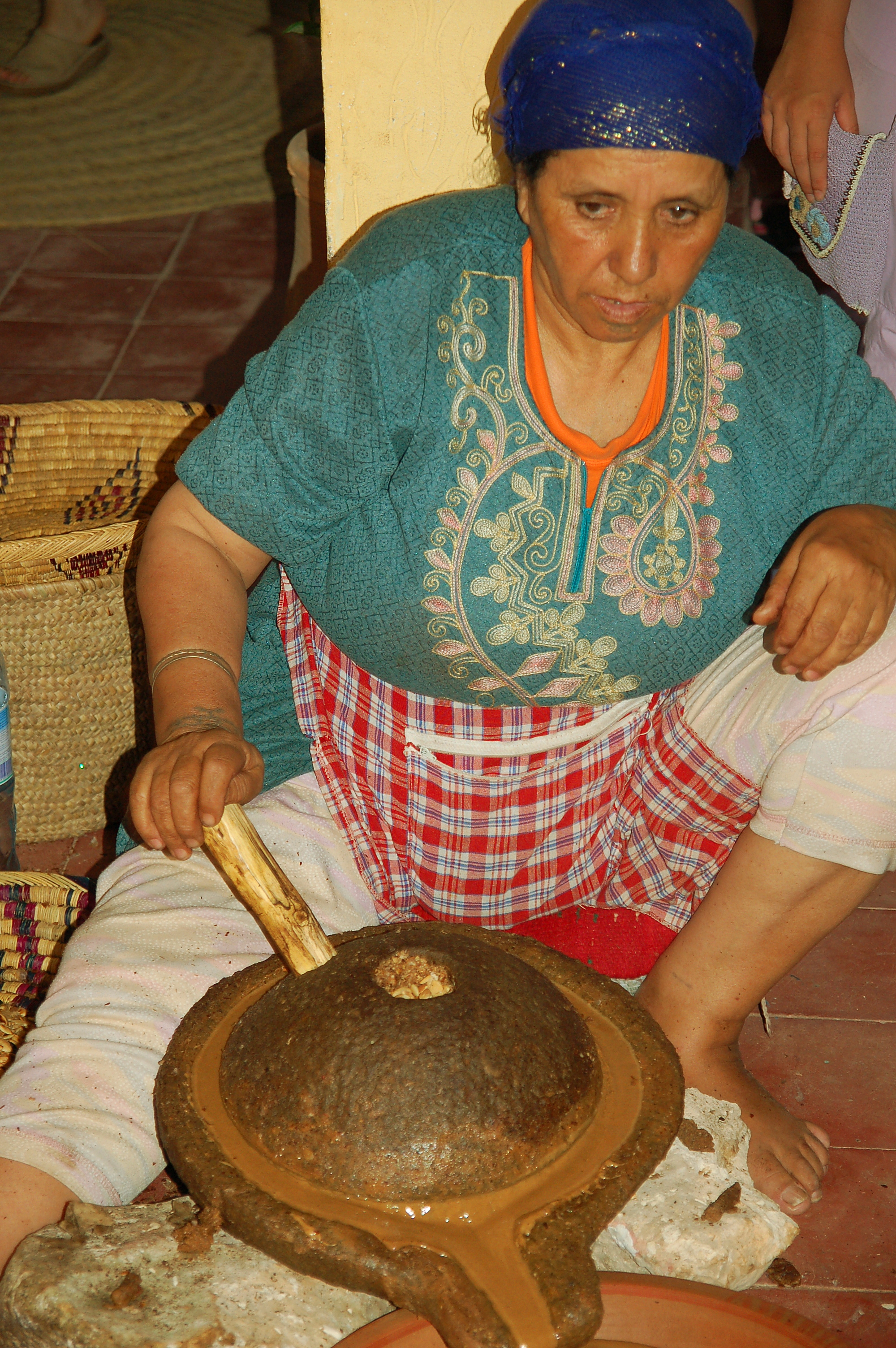
La preparazione artigianale dell'olio di argan

Esistono due tipi di olio di argan, a seconda che i noccioli vengano o meno tostati prima dell'uso.
L'olio cosmetico, da noccioli non tostati, è più chiaro, si usa applicandolo sulla pelle e sui capelli ed è ritenuto efficace contro la caduta dei capelli, gli eczemi, la disidratazione, l'invecchiamento della pelle e altro, ma per principi che irritano il sistema digerente non può essere usato in ambito alimentare.
L'olio alimentare, più scuro, ha sapore più forte di nocciola tostata a causa della torrefazione dei semi, ed è utilizzato come olio per condire gli alimenti; è molto nutritivo e costituisce, in minima quantità, assieme a mandorle tritate e miele, l'amlu, una pasta molto nutriente tradizionale, consumata per la prima colazione. Il consumo di olio ha anche un profondo significato rituale derivato dalla cultura berbera, come il bagnare la bocca dei neonati con una goccia d'olio, in segno augurale, o offrirlo simbolicamente agli ospiti.
Per le rese incredibilmente basse (da 2 a 3,2 chili, ogni 100 chili di frutti secchi), questo olio è molto costoso. Salvo una parte minore, prodotta e consumata localmente, la produzione specializzata è quasi completamente esportata.
La popolazione berbera dell'Atlante ha sempre utilizzato l'olio di argan per le sue virtù alimentari e cosmetiche. Come il tè, anche l'olio di argan viene tradizionalmente offerto agli ospiti insieme al miele in segno di rispetto ed ospitalità.

## Semina
I semi di Sideroxylon spinosum hanno un tegumento coriaceo, per ammorbidirlo si possono immergere in acqua tiepida per un periodo da 2 a 4 giorni prima della semina. Altra soluzione può essere la copertura con un panno umido a temperatura di circa 20-25 °C. Piantare i semi pre-germinati in piccole vaschette con un leggero strato di terra, torba e sabbia e annaffiare periodicamente senza eccessi, limitandosi a mantenere umido il terreno. I tempi di germinazione variano da alcune settimane a un mese.